# Quatuor à cordes de Fauré
Pour les articles homonymes, voir Quatuor à cordes (homonymie).
Le Quatuor à cordes en mi mineur opus 121 est l'ultime opus de Gabriel Fauré. 

## Contexte et création
Le Quatuor est composé de juillet à septembre 1923 pour le mouvement lent, jusqu'au 11 septembre 1924 à Annecy-le-Vieux et Divonne. Il est dédié à Camille Bellaigue. À propos de la composition de ce quatuor, le fils du compositeur, Philippe Fauré-Fremiet écrit : « Son travail lui plaisait, il vivait dans une sorte d'allégresse intérieure qui le ranimait tout entier ». 
Sur les raisons pour lesquelles Gabriel Fauré attend le crépuscule de sa vie pour composer un quatuor, il confie à sa femme : « c'est un genre que Beethoven a particulièrement illustré, ce qui fait que tous ceux qui ne sont pas Beethoven en ont la frousse... alors tu peux penser si j'ai peur à mon tour. Je n'en ai parlé à personne ». Harry Halbreich confirme qu'« il l'a évité sa vie durant, en proie à une sorte de crainte respectueuse, de complexe vis-à-vis de l'écrasant précédent beethovénien ; attitude toute semblable à celle de Brahms un demi-siècle plus tôt, ou encore à celle de César Franck n'écrivant son unique Quatuor qu'à l'extrême fin de sa vie ». Après avoir composé les trois mouvements qui composent ce quatuor à cordes, le compositeur a affirmé « voilà donc le Quatuor terminé, à moins qu'il ne me vienne une quatrième petite partie qui pourrait prendre place entre la première et la seconde ». Si le quatrième mouvement n'a jamais été écrit, Gabriel Fauré n'en a pas moins laissé des indications sur ce qu'il aurait pu être « Les deux premières parties du Quatuor sont d'un style expressif et soutenu. La troisième doit avoir un caractère léger et plaisant, sorte de scherzo rappelant le finale de mon Trio ».
Le Quatuor est créé le 12 juin 1925 au Conservatoire de Paris avec Jacques Thibaud et Robert Krettly aux violons, Maurice Vieux à l'alto, André Hekking au violoncelle, à titre posthume. Harry Halbreich écrit de ce quatuor qu'il est « moins brillant, moins immédiatement séduisant que ceux de Debussy et de Ravel, [il] atteint cependant à des cimes infiniment plus hautes ». Cependant, pour François-René Tranchefort, « le tort est peut-être de l'assombrir et de le figer dans la sévérité, alors que l'œuvre s'accommode fort bien d'une approche plus « légère », telle que Fauré l'a souhaitée pour son dernier mouvement ».

## Structure
1. Allegro moderato (à )
2. Andante (à  en la mineur)
3. Finale : Allegro (à  en mi mineur)

La durée d'exécution est d'environ vingt-deux minutes.

## Analyse

### Allegro moderato
Le premier mouvement est de forme sonate avec développement terminal. Les thèmes sont tous mélodiques et portent à la mélancolie. Le premier est composé de deux motifs à la suite : un premier qui est une forme d'interrogation anxieuse en valeur longues exprimé à l'alto, et un second en valeurs plus courtes (croches et croches pointées) joué au violon. Suit une mélodie ample déclamée par le premier violon. Les thèmes sont peu contrastant les uns avec les autres. Le développement ne fait qu'une quarantaine de mesures et présente les différents motifs en contrepoint les uns des autres. La réexposition se fait par le premier motif. Le second thème revient, dans la tonalité de mi majeur qui draîne tout le développement terminal. La coda est paisible et calme, dans une nuance pianissimo.

### Andante
Selon Jean-Michel Nectoux, ce mouvement « est l'une des plus belles pages de la littérature du quatuor à cordes. Il baigne d'un bout à l'autre dans une lumière surnaturelle. De pâles aurores se lèvent, éclairant des contrées où n'accèdent que de rares musiciens. L'emploi fréquent du registre aigu des cordes enlève toute pesanteur, toute coloration sensuelle au jeu des instruments. Il n'est rien qui ne soit beau et pur en ce mouvement où jouent de subtiles variations de lumière, de blanc sur blanc en quelque sorte ». La forme de ce mouvement se situe entre le rondo et la forme lied. Trois thèmes principaux sont présents : un premier est joué par le premier violon, le deuxième joue sur des batteries de croches pendant que joue l'alto et repris par le violon, et le troisième est joué dans une nuance pianissimo à l'alto. Le développement, double, présente les thèmes dans un ordre modifié par rapport à l'exposition, le troisième s'intercalant entre le premier et le deuxième. Le retour du premier va permettre le développement terminal, ainsi que la coda dans la tonalité de la majeur. Toujours selon Jean-Michel Nectoux, « la sublime musique se perd dans l'invisible où elle se poursuit encore plutôt qu'elle ne semble finir ».

### Finale: Allegro
Le Finale est de forme sonate stricte. Le thème se rapproche de celui d'un rondo, mais le mouvement a plus le caractère d'un scherzo. Le thème est d'abord énoncé par le violoncelle pendant que les autres cordes font un accompagnement en pizzicato où le rythmer accentue les temps faibles. Une seconde idée qui se rapproche d'un premier couplet est ensuite donné par le violon. Le deuxième thème est donné lui aussi par le violoncelle cette fois dans une nuance forte et dans son registre aigu. L'accompagnement est en croches à l'alto, très haché. Le développement fait plus de deux cent trente mesures, alors que l'exposition n'en fait qu'une soixantaine. La réexposition est en mi majeur et se fait principalement sur le premier thème, bien que le second arrive brièvement. La coda est joyeuse et turbulente, en triolet  et dans un grand crescendo.

## Discographie sélective
- Quatuor Via Nova, Erato
- Quatuor Ébène (2008), Virgin 5 19045 2.